# Gabriela Moreschi
Gabriela Gonçalves Dias Moreschi (Maringá, Paraná, 1994. július 8. –) dél- és közép-amerikai bajnok brazil válogatott kézilabdázó, kapus, jelenleg a CSM București és a brazil kézilabda-válogatott játékosa.

## Pályafutása
Gabriela Moreschi szülővárosában kezdett el kézilabdázni a Jundiaí HC csapatánál. 2015-ben Norvégiába igazolt, előbb a Flint Tønsberg, majd az első osztályú Larvik HK csapatához. 2018 nyarán aláírt a román Măgura Cisnădie együtteséhez. Egy szezon után 2 szezont a francia Fleury Loiret HB-nál játszott. Szerződése lejárta után a Bajnokok Ligájában szereplő SG BBM Bietigheim csapata szerződtette. 2024 nyarán visszatért Romániába, a szintén BL-ben játszó CSM București csapatához szerződött 2 szezonra.
Moreschi a felnőtt válogatottban 2015-ben mutatkozott be, és még abban az évben bekerült a világbajnokságra utazó keretbe is. Háromszoros dél- és közép-amerikai bajnok, valamint Pán- és Dél-amerikai Játékokat is nyert a válogatottal. 

## Sikerei
- Bajnokok Ligája ezüstérmese: 2024
- Bundesliga győztese: 2022, 2023, 2024
- Pán-amerikai Játékok legjobb kapusa: 2023
- EHF Európa Liga győztese: 2022
- Norvég bajnok: 2017
- Norvég kupagyőztes: 2016, 2017